# Asa Norte

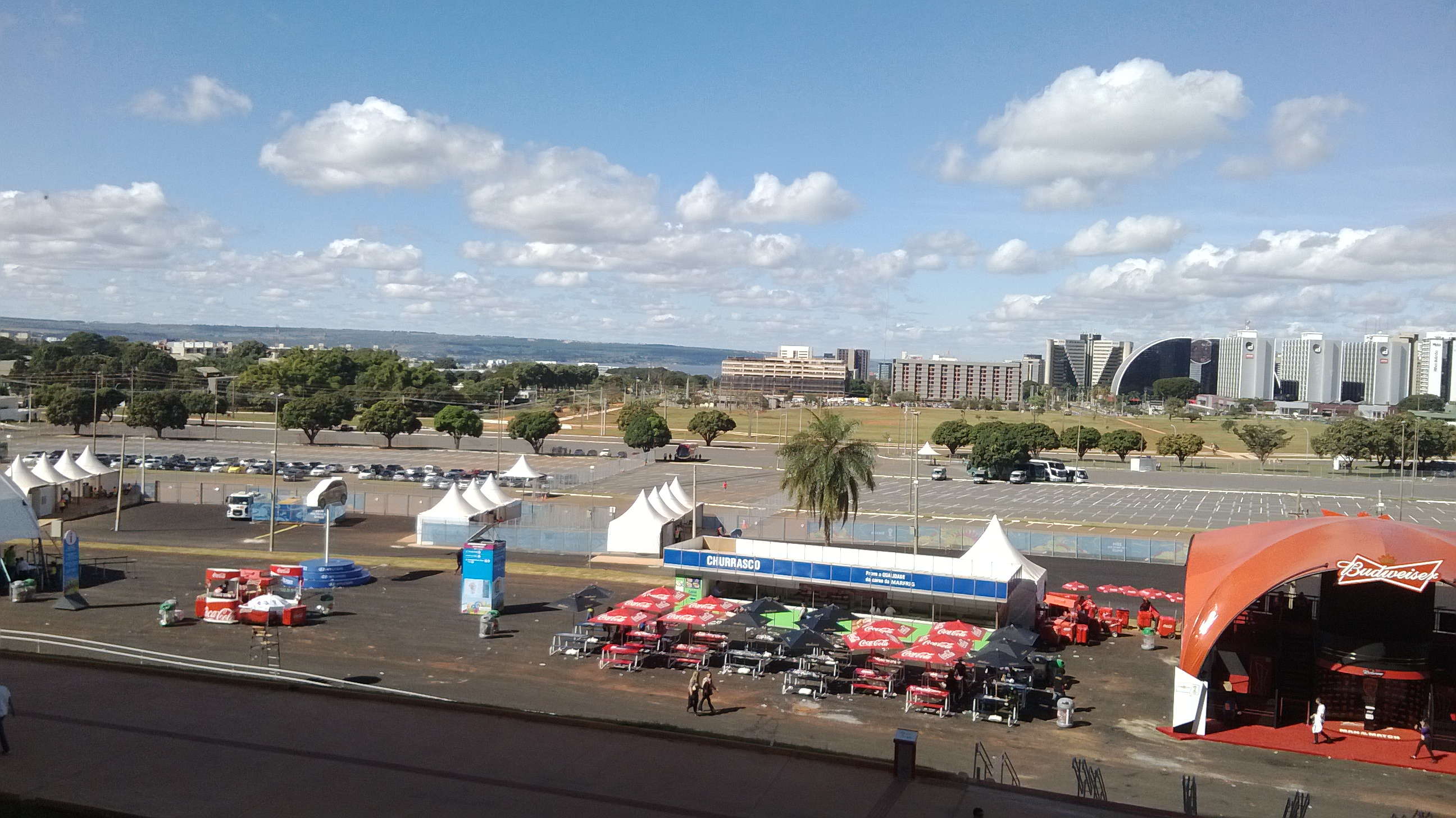
Asa Norte - Brasília.

Asa Norte es un barrio de la región administrativa de Brasilia, en el Distrito Federal. El Asa Norte figura entre los barrios con mayores índices de calidad de vida en Brasil. La región es local de vivienda de diversos políticos, periodistas, artistas y un vasto público universitario. Región valorada en el DF que posee inmuebles de alto valor de mercado y habitantes con alto poder adquisitivo.
Asa Norte posee un arreglo urbano estructurado en el concepto de "ciudad parque" que valora la predominancia de áreas verdes y arboladas entre los edificios urbanos residenciales. En el modelo de edificios de Brasilia se insertó el uso predominante de pilotis (tipo de sistema constructivo) con el propósito de integrar las áreas públicas y los espacios libres debajo de los edificios, siguiendo los puntos de la arquitectura moderna defendida por Le Corbusier.
El Asa Norte es una de las áreas que componen el Plano Piloto de Brasilia, así como el Asa Sul, es cortada por el Eixo (Eixo Rodoviário de Brasília), una vía expresa de seis franjas y por los Eixinhos W (oeste) y L (este). Los dos son formados por Cuadras, Supercuadras y Entre cuadras, numeradas de 202 a 216, 402 a 416, 602 a 611 en la parte este de la eza y 101 a 116, 301 a 316, 502 a 516, 701 a 716 y 901 a 916 en la parte al oeste del Eixo Central. La ciudad de Brasilia es un Patrimonio de La Humanidad según la UNESCO.

## Calles principales

### Eixo Rodoviário
El Eixo Monumental es la principal vía de acceso a la ciudad, del sur y del norte, planeada para ofrecer rapidez y, al mismo tiempo, armonizarse con la tranquilidad de los sectores residenciales - Asa Sul, Asa Norte - que corta a lo largo de cerca 14 km.

### Vía W1 Norte
Es la primera vía local (40 km/h), en alejamiento, al oeste del Eixo Rodoviário. Es formada por dos tramos, conectando las vías locales de comercio CLN “100” (junto al Eixo Oeste) a las CLN “300” (junto a la W2 y la W3).
	La diferencia de la W1 Sur para la W1 Norte, es que en el Asa Sul se hizo una sola interrupción. En las interrupciones de la W1 Norte existen jardines de infancia, agencias postales, bibliotecas, comisarías de policía. La vía se articula con las comerciales locales a través de globos (rotatorios). Su único comercio son gasolineras, siempre del lado oeste (cuadras “300”).

### Vía W2 Norte
Es la segunda vía, en alejamiento, al oeste del Eixo Rodoviário. El W2 es prácticamente un apéndice de la W3, dando acceso al otro lado de los predios comerciales de las cuadras “500”, para descarga, estacionamiento y acceso a garajes, al oeste del Eixo Rodoviário.
	En las "500" Norte, solamente la primera (502) siguió el patrón de tiendas en fila, como en el Asa Sul En las demás se construyeron edificios comerciales, incluso con una plantilla elevada. Muchos tienen aparcamiento descubierto - algunos incluso en el lado de la W3 - o el garaje.
	Se interrumpe cada dos cuadras (CLN "300"). Al contrario del Asa Sur, no se dejó espacio vacío entre las dos "500" de cada tramo de la W2 Norte. Al entrar en un tramo, el conductor solo puede salir dos cuadras adelante - salvo donde el estacionamiento de un edificio ofrezca travesía hacia la W3.

### Avenida W3 Norte
La designación surgió, en las mesas de los constructores, por ser la tercera vía, en alejamiento, al oeste del Eixo Rodoviário.
A pesar del nombre de "avenida", es una vía secundaria (60 km/h), con innumerables accesos de los dos lados - vías locales, entrada y salida de estacionamiento. En ausencia de semáforo (o en los horarios de intermitencia), la prioridad es siempre de la W3.
	Es recorrida por líneas de autobuses circulares (Plano Piloto) y de conexión con las ciudades cercanas. Las líneas de conexión que recorren la W3 de norte a sur generalmente no pasan por la Rodoviária (en español: 'estación de autobús').
La W3 Norte tiene tres carriles en cada sentido, con estacionamiento público del lado oeste (cuadras "700") y estacionamientos a veces dejados por los constructores de los edificios del lado este (cuadras "500").
Está prohibido aparcar o parar junto al medio - excepto en las bahías de los puntos de autobús, para desembarque de pasajeros.
Las cuadras "700" comerciales de la W3 fueron la primera área que se desarrolló en el Asa Norte, a principios de los años 60, cuando las únicas cuadras construidas eran las residenciales SQN 403 a 406 - a más de un kilómetro de allí, y desprovistas de comercio.
En el más puro estilo "viejo oeste" de la Ciudad Libre (Núcleo Bandeirante), de cuyos alrededores habían surgido como un arruinado de barracas de dos pisos, la parte superior avanzando sobre las aceras. Los comerciantes vivían en el piso de arriba, con sus familias.
Por eso, el tramo construido de la L2 era conocido como "Asa Norte Residencial", y el tramo de barracas de la W3 como "Asa Norte Comercial", así identificadas en los letreros de los autobuses.
Este comercio en barracas de madera ya surgió establecido del lado oeste de la W3 - cuadras "700", que en el Asa Sur son puramente residenciales.
En el lado este, solamente la 502 norte comenzó a construirse según el diseño rígido de las tiendas del Asa Sur, con marquise en balance y dos pisos superiores (incluso para residencia) en la cara orientada hacia la avenida y hacia el sol de la tarde. Las demás "500" Norte fueron edificadas ya sin esa estandarización, y con permiso de plantación elevada.

### Avenida L2 Norte
Tiene esa denominación por ser la segunda vía, en alejamiento, al este del Eixo Rodoviário. Recorre el "Setor Leste" - denominación poco usada en el habla "brasiliense", excepto por el nombre del antiguo "Ginásio do Setor Leste".
Es una vía secundaria (60 km/h), con muchas travesías para peatones - con o sin semáforo - de las cuadras residenciales "400" para la franja de escuelas, iglesias, servicios de salud y otras instituciones no comerciales situadas en las cuadras 600. Tiene tres franjas de rodaje en cada sentido, con cantero central, y varios accesos para estacionamientos laterales (fuera de la vía), del lado este.
En el Asa Norte, la L2 no tiene un cruce a nivel - aunque se están formando, a partir de algunas conexiones al campus de la Universidad de Brasilia (UNB), y el único entroncamiento con viaducto es el de la N4, que lleva a la UnB, situada entre la L3 y la L3, a L4 Norte.

## Infraestructura

### Comercio
En el Asa Norte tiene cinco principales centros comerciales, entre ellos el Conjunto Nacional, Brasília Shopping, el Boulevard Shopping Brasília, el Liberty Mall y el Shopping ID, este último especializado en muebles y decoración.
En el barrio también se ubican diversos supermercados (2 Big Box, 2 Carrefour Barrio y 2 Pão de Açúcar) y 3 hipermercados (Carrefour, Extra y Walmart), farmacias, restaurantes, pizzerías, redes de comida rápida y empresas públicas y privadas (Citroën, Honda, Hyundai y Kia).

### Enseñanza
Se encuentra en el asa norte una gran cantidad de escuelas privadas como el colegio marista João Paulo II, y el Sigma, este contando dos unidades en el asa norte. Además hay muchas escuelas públicas.
En el barrio, en lo que se refiere a la Enseñanza Superior, se ubican el principal campus de la Universidad de Brasilia (UNB), la Fundación Getulio Vargas, el IBMEC Educacional, el Campus I del UniCEUB, el campus norte del Centro Universitario Euroamericano (Unieuro) , el Campus Norte del IESB y el campus del Instituto Federal de Brasilia.

### Salud
El principal hospital público de Asa Norte es el Hospital Regional de Asa Norte (HRAN) seguido del Hospital Universitario de Brasilia. En el barrio también se encuentran diversos hospitales privados y clínicas especializadas.

### Parques
El principal parque de Asa Norte es el parque Olhos d'Água que se encuentra en las cuadras 413 y 414. Al final de la cuadra 416 se encuentra un área de ocio con deck para caminata, baño y actividades a la orilla del lago Paranoá llamada de Calçadão da Asa Norte.
También se destaca el parque Burle Marx que es un proyecto aún en construcción.